# Kalakukko
Le kalakukko est un plat finlandais originaire de la Savonie et de la Carélie, à base de pain cuisiné le plus souvent de forme ronde. Il constitue un repas complet.

## Présentation

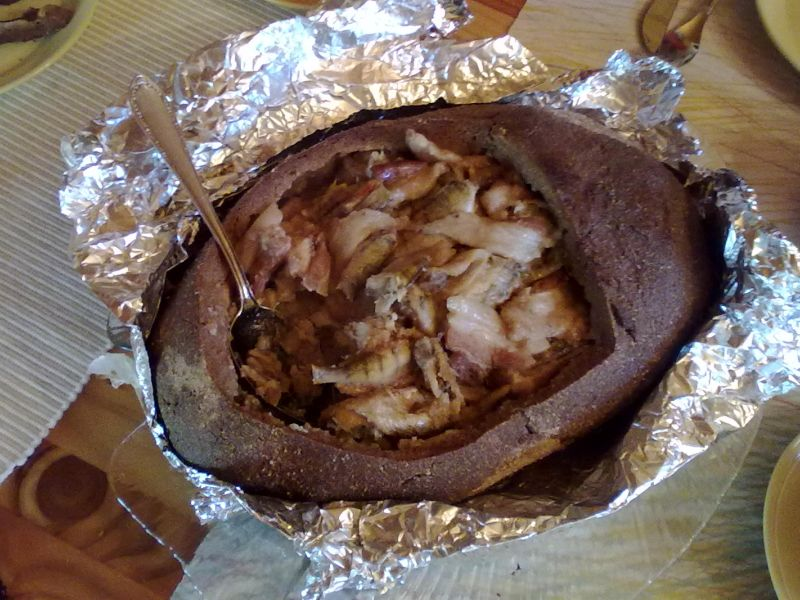
Kalakukko ouvert.

Le kalakukko est divisible en deux parties que sont la croûte et la garniture. La croûte est traditionnellement composée avec de la farine de seigle, même si de la farine de blé et du beurre sont souvent ajoutés pour rendre sa pâte plus maniable. La garniture, quant à elle, est composée de filets de poissons, comme la marène, le saumon ou truite arc-en ciel (le plat s'appelant alors lohikukko), la perche, le gardon blanc et l’éperlan, qui sont finement salés et poivrés, et de tranches de poitrine de porc également préalablement salées. Il existe également d'autre variétés de garnitures telles que la viande de porc (lihakukko) ou un mélange de viande de porc et de rutabagas (lanttukukko).
La croûte, divisée en deux abaisses, servira d'emballage à la garniture. Le kalakukko est un plat qui doit mijoter de longues heures afin que la croûte reste savoureuse et moelleuse. S'il est préparé de façon consciencieuse, le kalakukko se conservera longtemps, jusqu’à deux semaines.
Le kalakukko est traditionnellement servi avec du beurre et des pommes de terre. La boisson appropriée pour accompagner le plat peut être le lait, le piima, babeurre finlandais, ou encore le kotikalja, une boisson fermentée proche du kvas slave (littéralement « bière-maison »).
La place du marché de Kuopio (kauppatori) est réputée pour être un des endroits où on peut acheter les meilleurs kalakukko.
Même si un grand nombre d’habitants de la région est très fier de cette spécialité, certaines personnes admettent réellement ne pas l’apprécier car son goût peut paraître écœurant.

## Étymologie
La traduction en français de kalakukko est faite de deux mots. Kala, qui signifie « poisson » et kukko, qui veut dire « coq ». Cependant, la forme archaïque de kukko a la même racine que kukkaro qui signifie « bourse ».